# Český lev 2005
Český lev 2005 je 13. ročník výročních cen České filmové a televizní akademie Český lev.
| Cena                                     | Jméno                             | Film                         |
| ---------------------------------------- | --------------------------------- | ---------------------------- |
| Nejlepší film                            | Pavel Strnad                      | Štěstí                       |
| Nejlepší režie                           | Bohdan Sláma                      | Štěstí                       |
| Nejlepší hlavní ženský herecký výkon     | Tatiana Vilhelmová                | Štěstí                       |
| Nejlepší vedlejší ženský herecký výkon   | Anna Geislerová                   | Štěstí                       |
| Nejlepší hlavní mužský herecký výkon     | Pavel Liška                       | Štěstí                       |
| Nejlepší vedlejší mužský herecký výkon   | Miroslav Krobot                   | Příběhy obyčejného šílenství |
| Nejlepší scénář                          | Bohdan Sláma                      | Štěstí                       |
| Nejlepší kamera                          | Diviš Marek                       | Štěstí                       |
| Nejlepší hudba                           | Vladimír Godár                    | Sluneční stát                |
| Nejlepší střih                           | Jiří Brožek                       | Sluneční stát                |
| Nejlepší zvuk                            | Michal Holubec                    | Příběhy obyčejného šílenství |
| Nejlepší výtvarný počin                  | Eva Švankmajerová, Veronika Hrubá | Šílení                       |
| Dlouholetý umělecký přínos českému filmu | Jan Němec                         | —                            |
| Nejlepší zahraniční film - Cena Magnesie | —                                 | Zlomené květiny              |
| Cena Sazky                               | Irena Hejdová                     | Děti noci                    |
| Divácky nejúspěšnější český film         | —                                 | Román pro ženy               |
| Cena čtenářů časopisu Premiere           | —                                 | Štěstí                       |
| Cena filmových kritiků                   | —                                 | Štěstí                       |
| Cena za nejlepší filmový plakát          | Eva Švankmajerová                 | Šílení                       |